# كريس ماك (عالم)
كريس ماك (بالإنجليزية: Chris Mack)‏ هو عالم أمريكي، ولد في 1960.